# Distrito de Lausana
El distrito de Lausana es uno de los diez distritos del cantón de Vaud (Suiza). Tiene una superficie de 65,15 km². La capital del distrito es Lausana.

## Geografía
El distrito de Lausana limita al norte con el distrito de Gros-de-Vaud; al este, con Lavaux-Oron; al sur, con el departamento de Alta Saboya (Francia); y al oeste, con el distrito del Ouest lausannois.

## Historia
Bailía episcopal de 1313 a 1536, luego bailía bernesa de 1536 a 1798, distrito del cantón del Lemán de 1798 a 1803, y desde entonces distrito del cantón de Vaud. El oficio del baile episcopal (no confundir con el baile imperial de Lausana de 1284 y 1285) fue probablemente creado en 1313 por Pedro de Oron. Tras la firma del tratado de 1316 en el que se compartía la soberanía entre el obispo y Saboya, el baile fue nombrado por el conde de Saboya de 1316 a 1329. El baile era encargado principalmente de la organización del servicio armado y de la jurisdicción de llamada. Su poder era ejercido sobre el temporal del obispo. 
En 1536, Berna conserva la bailía de Lausana. Su titular, burgués de Berna, era asistido por un teniente-bailío lausanense, poseía, gracias a los largitio de 1536 a 1548, los poderes judiciales, militares y fiscales de la región de Lausana y de las parroquias de Lavaux; las tierras de los señores feudales dependían directamente de él (el baile). En la señoría de Lausana por el contrario, el baile solo ejercía su autoridad sobre los barrios de la ciudad y en el Castillo de Ouchy. Debía jurar repetar las franquicias de la ciudad, pero poseía los derechos de gracia y de llamado.
El distrito de Lausana, creado en 1798, era en su mayoría agrícola antes de la Primera Guerra Mundial. Constituid por doce comunas desde 1803, el distrito conoció un fuerte crecimiento demográfico, ligado fuertemente a la evolución de su capital (75,5% de la población del distrito en 1850, 82,5% en 1900, 82,3% en 1950, y 62,3% en 2000). El distrito se encuentra actualmente dividido en tres círculos electorales. El Gran Consejo valdense, tras las discusiones sobre la reorganización territorial iniciada por la Constitución de 2003, no quiso la constitución de un gran distrito de Gran Lausana. El nuevo distrito agrupa las comunas de Lausana, Cheseaux-sur-Lausanne, Epalinges, Jouxtens-Mézery, Le Mont-sur-Lausanne y Romanel-sur-Lausanne. El distrito pierde las comunas de Crissier, Prilly y Renens que pasan al distrito del Ouest lausannois, Belmont-sur-Lausanne, Paudex y Pully fueron a su vez atribuidas al distrito de Lavaux-Oron.

## Comunas (2008)

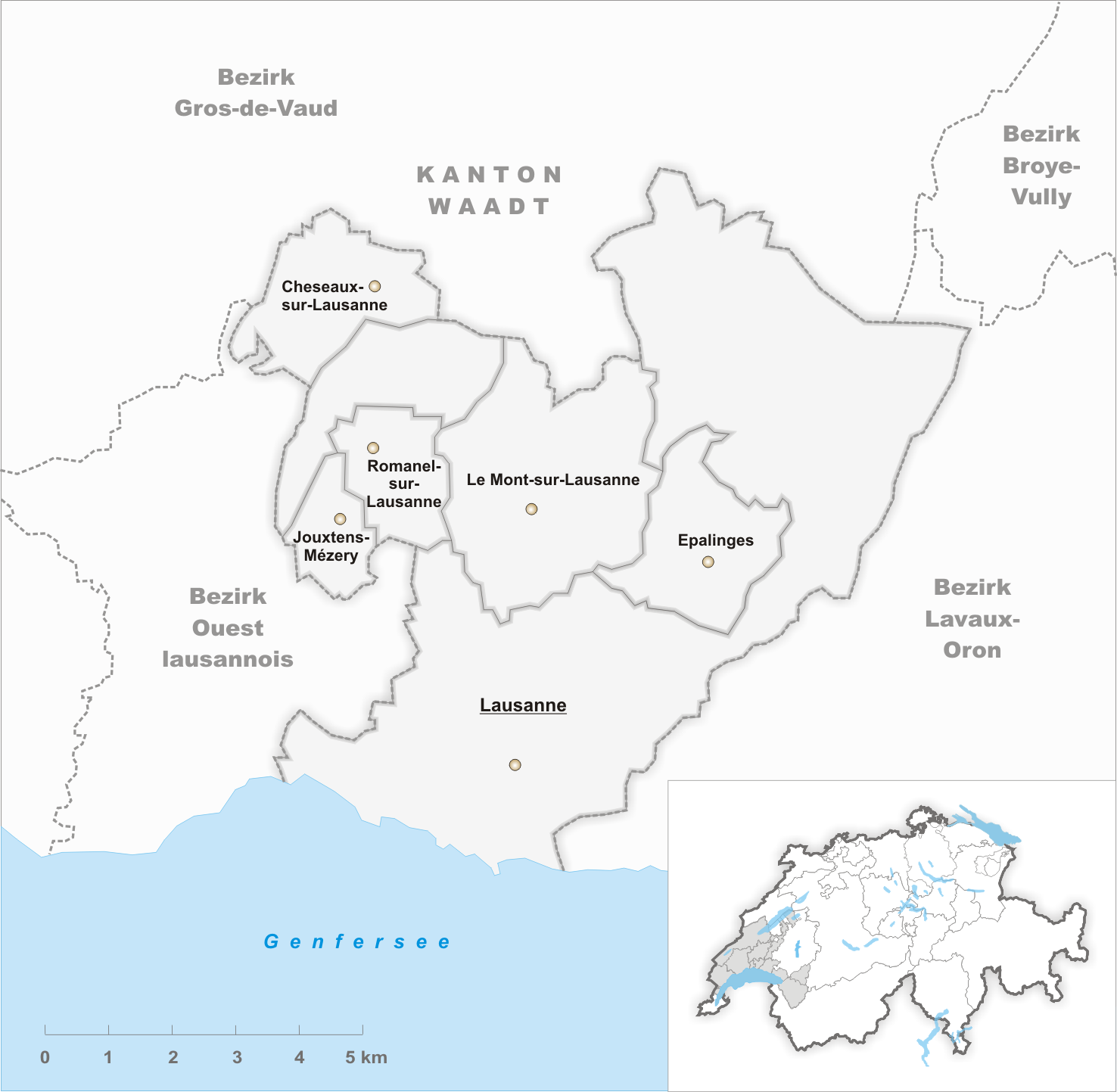
Nuevo distrito de Lausana

| Distrito de Lausana   | Distrito de Lausana    | Distrito de Lausana |
| Comunas               | Población (31.12.2014) | Superficie km²      |
| --------------------- | ---------------------- | ------------------- |
| Cheseaux-sur-Lausanne | 4095                   | 4,60                |
| Epalinges             | 9011                   | 4,57                |
| Jouxtens-Mézery       | 1397                   | 1,93                |
| Lausana               | 133 897                | 41,37               |
| Le Mont-sur-Lausanne  | 6954                   | 9,81                |
| Romanel-sur-Lausanne  | 3291                   | 2,87                |
| Total (6)             | 158 645                | 65,15               |

### Comunas por círculo (hasta 2007)
| Lausana | 117.388 | 41,37 |

| Belmont-sur-Lausanne | 2803   | 2,64 |
| Epalinges            | 7781   | 4,61 |
| Paudex               | 1356   | 0,49 |
| Pully                | 16.359 | 5,84 |

| Cheseaux-sur-Lausanne | 3099   | 4,60 |
| Crissier              | 7105   | 5,50 |
| Jouxtens-Mézery       | 1380   | 1,93 |
| Le Mont-sur-Lausanne  | 5257   | 9,80 |
| Prilly                | 10.750 | 2,20 |
| Renens                | 17.833 | 2,95 |
| Romanel-sur-Lausanne  | 3127   | 2,87 |

## Cambios en las comunas

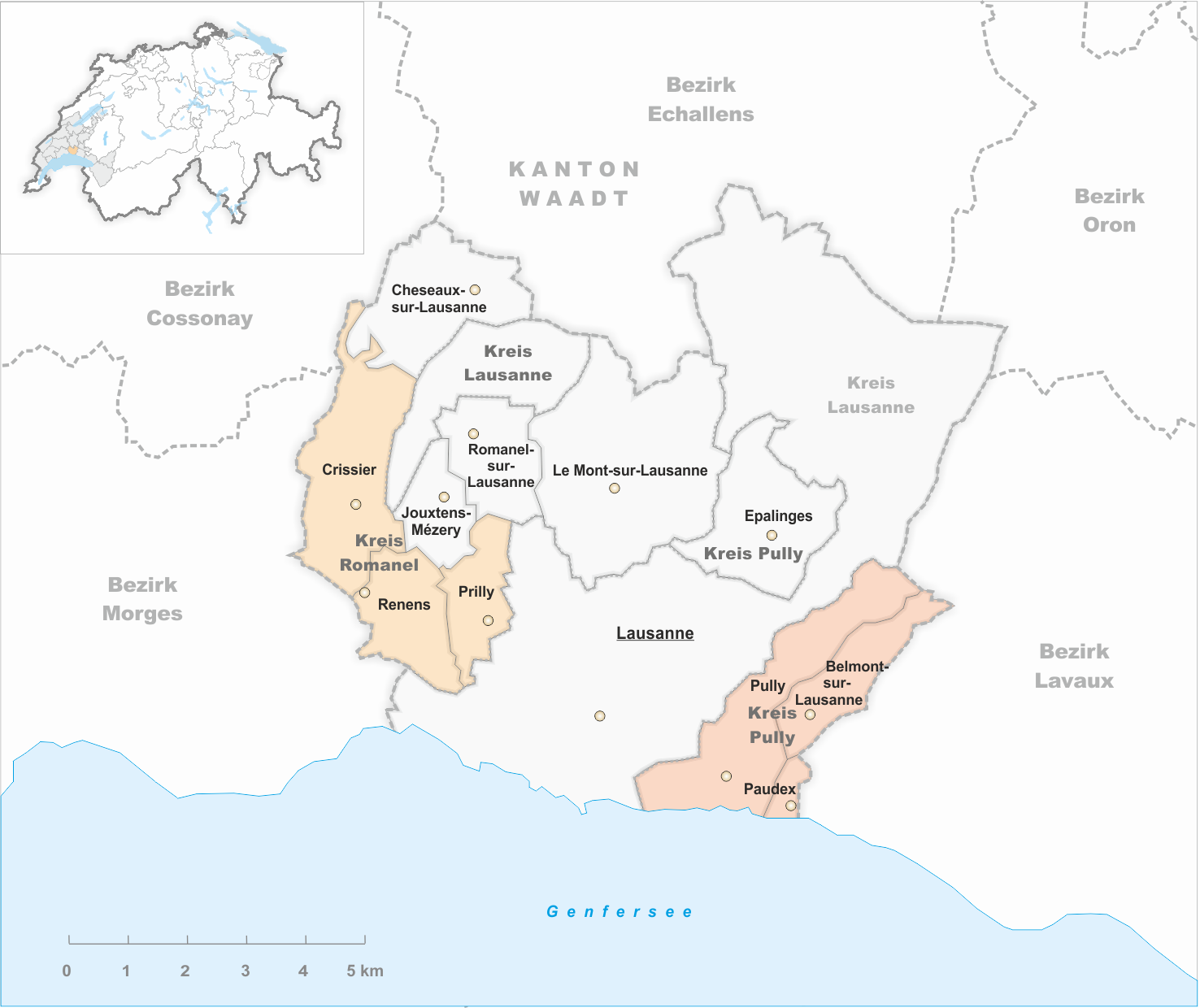
Comunas hasta 2007

- 1 de enero de 2008: cambio de distrito de las comunas de Belmont-sur-Lausanne, Paudex y Pully del distrito de Lausana → distrito de Lavaux-Oron
- 1 de enero de 2008: cambio de distrito de las comunas de Crissier, Prilly y Renens del distrito de Lausana → distrito del Ouest lausannois